# André de Brienne
Pour les autres membres de la famille, voir Maison de Brienne.
Pour les articles homonymes, voir Brienne.
André de Brienne (né vers 1135, † en 1189) est seigneur de Ramerupt et de Venizy en Champagne. Il est le fils de Gautier II, comte de Brienne, et d'Adèle de Soissons.

## Biographie
Croisé en 1189, il arrive le 28 août 1189 pour participer au Siège de Saint-Jean-d'Acre avec les premières troupes françaises qu'il mène avec Jacques d'Avesnes, Henri Ier des Barres, Robert II et Philippe de Dreux.
Le 4 octobre 1189, Saladin lance une nouvelle attaque contre l'armée croisée qui assiège la ville. La bataille est rapidement remportée par les croisés, mais alors que la victoire est à portée de main, le camp des vainqueurs sombre dans l'anarchie et commence à s'enfuir. André de Brienne, qui était chargée du commandement de l'arrière garde, tente de les retenir et de les renvoyer au combat, mais il est alors renversé de son cheval. Étendu à terre et couvert de blessures, il crie son désespoir sans émouvoir ses compagnons d'armes, ni même son frère Erard qui fuient sans se retourner, le laissant ainsi mourir sur place. 7000 croisés seront également tués lors de cette bataille, dont Gérard de Ridefort, grand maître des templiers.

## Mariage et enfants
Avant 1167, il épouse Adélaïde de Venizy, fille d'Anseau de Traînel-Vénizy et d'Isabelle de Nangis (fille de Fleury de France, lui-même fils de Philippe Ier, roi de France, et de Bertrade de Montfort), dont il a cinq enfants :
- Gautier de Brienne (mort vers 1219), qui succède probablement à son père. Il meurt sans héritier ;
- Érard de Brienne, qui succède son frère ;
- Elisabeth de Brienne qui épousa Milon, seigneur de Pougy ;
- Agnès de Brienne qui épousa vers 1211 Miles VI, seigneur de Noyers ;
- Ada de Brienne.

Vers 1195, sa veuve, Adélaïde de Venizy épouse en secondes noces Gaucher de Joigny, seigneur de Château-Renard.

## Sources
- Marie Henry d'Arbois de Jubainville, Histoire des Ducs et Comtes de Champagne, 1865.
- Marie Henry d'Arbois de Jubainville, Catalogue d'actes des comtes de Brienne, 950-1356..., 1872.
- Marie Henry d'Arbois de Jubainville, Les premiers seigneurs de Ramerupt, 1861.